# كفر الصعايدة
قرية كفر الصعايدة هي إحدى القرى التابعة لمركز منيا القمح في محافظة الشرقية في جمهورية مصر العربية. حسب إحصاءات سنة 2006، بلغ إجمالي السكان في كفر الصعايدة 1904 نسمة، منهم 925 رجل و979 امرأة. ومن أعلامها علي عبد الرحمن رئيس جامعة القاهرة السابق ومحافظ الجيزة السابق.